# 生まれる価値のなかった自分がアンナのためにできるいくつかのこと
『生まれる価値のなかった自分がアンナのためにできるいくつかのこと』（うまれるかちのなかったじぶんがアンナのためにできるいくつかのこと）は、永瀬ようすけによる日本の漫画作品。『月刊アクション』（双葉社）の2013年7月号から2015年4月号まで連載された。全21話。
32歳の主人公がタイムスリップにより小学生時代からの人生をやり直す過程を描いた作品。同様の設定では主人公が恋人や世界を良い方向へ向かわせる歴史改変SFが多く見受けられ、本作のタイトルもヒロインを救うことを連想させているが、実際にはそれらとは正反対の物語が展開されることで話題となった。主人公は性格が非常に屈折したエゴイストという設定であり、「許しがたい」「苛立たしい」「吐き気がこみ上げる」との声が上がっている。作者自身も、この主人公を「クソゲス野郎」と呼んでいる。しかし、そうした卑しさだからこそ却って目を離すことができないといった意見や、そうした卑しい人間を見ることに一種の快感を覚える者に本作を勧める声もある。
2014年にテレビ情報誌『テレビブロス』（東京ニュース通信社）で開催された漫画賞企画「ブロスコミックアワード」では、「どうにかしろよ! 胸クソ部門」の第2位に選ばれた。
2015年にニコニコ静画でアナザーエンディングが公開された。

## あらすじ
2015年の初夏、東京都。うだつのあがらない生活を送っていた向井和也は、小学校来の友人である小杉京太・杏奈夫妻に子供が出来たと知る。自分とは対照的に幸せな2人への嫉妬と絶望の末に自暴自棄となり、泥酔した勢いで母校の小学校で変質的な行動に走ったところを警備員に発見され、逮捕を逃れようとした際、衝動的に投身自殺を遂げる。気がつくとそこは20年前の1995年の世界であり、彼自身も記憶は大人のままで、当時の小学6年時の肉体に戻っていた。和也は初恋の相手である杏奈に想いを告げて理想の人生を築き直そうとするが、杏奈はそのころからすでにキョウと両想いで、和也は入りこむ隙を見失い、欲望のままに生きようと決意し、実行に移した。

## 登場人物
和也、杏奈、キョウの3人は第1話の現代の場面のみ30歳代の大人として登場後、第2話以降は1995年の世界で北原小学校の生徒として登場する。また、単行本第1巻の巻末書き下ろしエピソード「同窓会」には、2015年の郁美、慎也、さつきも登場している。
向井 和也（むかい かずや）
主人公。2015年現在では漫画家志望の無職・童貞・ロリコン・32歳の社会不適合者。
20年前の1995年では、内向的な性格な上におっちょこちょいだが、友達思いの少年だった。家族に優しい性格の母親がいる。
寝坊で仕事をクビにされた数日後、結婚した杏奈とキョウの間に子供が産まれることを知り、彼らと別れた直後にヤケ酒を煽った。その後、母校の北原小学校へ足を運び、女生徒が置き忘れた水着で遊んでいたところを警備員に見つかり、屋上に逃げた末に投身自殺をするが、タイムスリップにより1995年当時の東京都の北原小学校6年2組の生徒として復活する。
杏奈に告白しようとするが、杏奈とキョウの間に入ることができないことを知る。杏奈のことを諦めようとしたものの「今の自分では以前と同じように堕落するしかない」と察したことから、それまで抱えてきたキョウへのコンプレックスなどの鬱屈した感情を暴発させる。そして、杏奈の処女を自分のものにするために様々な策を張り巡らせ、自らの歪んだ願望のためならば平然と嘘を吐くようになり、邪魔をする者には犯罪さえも厭わない冷血卑劣なエゴイストへと変貌する。
実は1995年にタイムスリップしリセットするのは2回目であり、1度目のリセットの人生では小学校時代に杏奈を犯していた。それにより、自信をつけ、仕事には恵まれ、複数の女性とも交際する悠々自適な人生を過ごしていたが、自身と杏奈の実の娘である保田に刺殺されていた。2度目のリセットの人生（1995年以上前へのタイムスリップ）を経て、3度目のリセットの人生を開始した後はいづる（の中にいる保田）に命を狙われ続け、最終的には「偽者のいづるの正体」に気付いたことで返り討ちにしようとするが、自身の本性に気づいたキョウが彼女を援護したこともあって、いづると相討ちになる。最後まで自らの過ちを悔いることのないまま「何度でもタイムスリップして、杏奈（の処女）を自分のものにする」と捨て台詞を残しながら死亡した。
保田 杏奈（やすだ あんな）
ヒロイン。和也のクラスメイトで友人兼初恋の相手。
敬虔なカトリックの家の生まれ。2015年現在ではキョウの妻であり、キョウと共に和也の数少ない友人。1995年での夢はピアニストだったが、高校時代に両親が離婚したことから、音楽学校に進学できず断念した。
和也の1度目のリセットの人生では、小学校時代に和也に犯されたことで妊娠し、カトリックの考えを持つ両親のせいで中絶も許されずに出産し、逃げるように引っ越す。一連の出来事で深いトラウマを負ってしまい、PTSDによって引きこもりの日々を過ごした。和也と瓜二つの娘を心から愛することが出来ず、唯一の心の支えであるキョウがさつきと結ばれていたことを知ったショックで精神に異常をきたし、駅の線路で飛び降り自殺をした。
本編においてはタイムスリップしてきた和也が変貌してゆくことに戸惑いつつも信じ続けるが、その思いが和也に届くことはなかった。いづるのおかげでことなきを得たとはいえ、和也の1度目の人生の時ほど酷くはなくも心に負った傷は深く、事件後に引っ越し、本来なら結ばれる筈だったキョウとも疎遠となってしまう。傷心のまま中学生に進学するも、「偽者のいづるの正体」に気付いていたため、「いづるの中にいた未来の娘」と会えることを信じて、前を向いて生きることを決意した。
小杉 京太（こすぎ きょうた）
和也のクラスメイトで友人。愛称はキョウ。2015年現在ではエリートサラリーマンにして、杏奈の夫。
和也の数少ない友人でもあり、杏奈と交際し始めた後も和也との友情を大事にしていたが、それが和也の嫉妬と羨望を買い、彼の心を屈折させる一因となってしまう。1995年での夢はプロサッカー選手だったが、サッカーの名門校で一度もスタメンになれなかったことから挫折している。
本編においては知らずのうちに和也に利用されていたが、突然起こった「さつきの自殺死」を通じて和也の本性に気付き、いづるを助けるためと、暴走する和也を止めるために攻撃した。和也の死後、杏奈と同じく一連の事件がトラウマとなったため、杏奈と疎遠になってしまった末、自身も引っ越してしまう。
いづる（の中にいる杏奈の娘・保田）が元々いた世界では杏奈が引っ越した後も手紙でのやり取りは続けていたが、杏奈への恋心は失われ、さつきと結ばれている。そのため、いづるからは嫌悪と不信感を向けられている。
九条 郁美（くじょう いくみ）
和也のクラスメイトで友人。性に興味を持つ早熟な少女。和也が本来いた2015年では、三児の母になっている。
和也に想いを寄せているが、その好意を利用されて、慎也殺害の共犯者とされた上、和也に犯されてしまう。その後も和也の性欲のはけ口と道具として扱われながらも、彼への恋心から抗えずにいた。
最終的には良心の呵責に耐えられなくなり、和也を殺害しようとするいづるを助けながらも、いづるによる刺殺から和也を庇って負傷。それでも共に罪を償うために和也を説得するが、怒り狂った彼に撲殺されてしまった。
二ノ瀬 さつき（にのせ さつき）
和也のクラスメイト。人の心を読み取る能力を持つ少女。和也が本来いた2015年ではセラピストになり、本の執筆などの活動を行っている。
内向的で無口な性格をしており、いじめっ子から自分を助けてくれた杏奈にのみ心を開いている。占い（主にタロット占い）が得意で、杏奈にラッキーアイテムを提供したりしている。和也が未来からやって来たことは知らないものの、占いで「和也の本性」と「杏奈に迫る危険」を知り、杏奈を救うため、いづるの行動に協力する。
修学旅行中、杏奈の身代わりになったことで和也に犯された翌日、いづるに「杏奈に迫る危険」の回避を託し、飛び降り自殺を遂げた。死後、もしもの時のために残していた手紙を通じて、キョウといづるは和也の異変を知ることになった。
いづる（の中にいる杏奈の娘・保田）が元々いた世界ではキョウと恋人（ないしは夫婦）になっている。これが原因でいづるは「ママの希望を奪った1人」と見なしていたために良い印象は持っていなかったが、本来はありえなかった「さつきの自殺死」には動揺していた。
相田 慎也（あいだ しんや）
和也のクラスメイト。両親と姉と祖父の5人家族の家庭に暮らす平凡な少年。郁美の幼馴染みであり、彼女に片思いをしていた。和也が本来いた2015年では郁美への恋心は実らなかったものの彼女との仲は良好であり、キョウや杏奈とも親交を持つようになっている。
小学校時代、郁美とは疎遠になっていたことや、郁美の片思い相手が和也であることを知っていたこともあり、積極的に和也いじめを行っていたため、和也に恨まれていた。復讐（報復として大怪我させる計画の実行）を決意した和也の策略により、夏休みの登校日、和也の命令を受けた郁美からデートに誘われる形で騙され、交通事故が起きる場所＝行きつけの駄菓子屋ひまわりに誘導され、交通事故に遭って死亡する。和也は慎也殺害を行うつもりまではなかった故、一時は罪悪感に苛まれるが、葬儀後に開き直ったことで心の歪みが大きく深まり、自身の欲望に忠実になることを決意する決定打となった。
外海 いづる（とのがい いづる） / 保田（やすだ）
もう1人の主人公兼キーパーソン。杏奈の従姉妹。
二学期のころ、和也たちのクラスに転校してきたが、和也の小学校時代の記憶にはその存在はなかった。初対面の時点から和也に異様な敵意を抱き、杏奈を救うために和也の殺害を図る。
その正体は「いづるの偽者」にして、別の時間における杏奈の娘。和也の1度目の人生で彼に犯された杏奈が出産した実子であり、和也と瓜二つの容姿を持つために母からは恐れられ、祖父母からは忌み嫌われていた。それでも母に喜んでもらいたい一心で「良い子」として振る舞い、学校の授業でも好成績を収める優等生に成長するが、その努力が報われることはなかった。キョウと杏奈の関係を知っていたため、キョウが自分の父だと思い込み、小学6年生の冬休みのクリスマスに杏奈とキョウを会わせようとしたが、この出来事が原因で杏奈は自殺してしまい、祖父母からは以前にも増して忌み嫌われ、高校卒業後は家を出て行くように命じられる。高校卒業後、母の日記から自身の出生と実父・和也の存在を知り、罪悪感を一切感じていない和也を殺害し、和也の血を断つために投身自殺を遂げた。
死後、自身の魂は1995年にタイムスリップし、事故で生死の危険にあった外海いづるの体に入り込み、杏奈を守るために和也殺害を実行すべく活動。最終的には和也を道連れに学校の屋上から落下し、尚も杏奈に執着する捨て台詞を吐いた和也に対し、「和也が人生をやり直す度に殺す」宣言をした直後に両者とも息絶えた。死の間際、杏奈に「子供が出来たら付けたい名前で呼んでほしい」と頼み、その名前が自身の本当の名前であったことから、自分が杏奈に愛されていたことを実感して涙した。
事件後、保田の魂はいづるの体から抜け出たため、本物のいづるは意識を取り戻した。
杏奈の両親
敬虔なクリスチャンの夫婦。和也が本来いた2015年では、すでに離婚している。
本編においては杏奈の従姉妹であるいづるを受け入れ、彼女との同居生活を送った。和也が引き起こした一連の事件（杏奈やいづるの異変）の真相を知らないまま、和也の死後はいずると別れ、娘の安全のために別の町に引っ越す。
いづる（の中にいる杏奈の娘・保田）が元々いた世界においては彼女の祖父母となっているが、杏奈の出産の経緯が原因で孫娘を忌み嫌っており、彼女に対する愛情は全くなかった。さらに杏奈が自殺した後、クラスメイトの男子たちが母の過去を囃し立てたことで暴力沙汰を起こした孫娘に対し、彼女を庇うどころか「悪魔」「お前が娘を殺したようなもの」と罵倒して悪人扱いする有様であった。

## 書誌情報
- 永瀬ようすけ『生まれる価値のなかった自分がアンナのためにできるいくつかのこと』 双葉社〈アクションコミックス〉、全3巻
  1. 2014年6月10日発行、ISBN 978-4-575-84424-5
  2. 2014年10月10日発行、ISBN 978-4-575-84504-4
  3. 2015年5月9日発行、ISBN 978-4-575-84620-1